# Quartier de la Création
 (novembre 2024).
La mise en forme du texte ne suit pas les recommandations de Wikipédia : il faut le « wikifier ».
Les points d'amélioration suivants sont les cas les plus fréquents :
- Les titres sont pré-formatés par le logiciel. Ils ne sont ni en capitales, ni en gras.
- Le texte ne doit pas être écrit en capitales (les noms de famille non plus), ni en gras, ni en italique, ni en « petit »…
- Le gras n'est utilisé que pour surligner le titre de l'article dans l'introduction, une seule fois.
- L'italique est rarement utilisé : mots en langue étrangère, titres d'œuvres, noms de bateaux, etc.
- Les citations ne sont pas en italique mais en corps de texte normal. Elles sont entourées par des guillemets français : « et ».
- Les listes à puces sont à éviter, des paragraphes rédigés étant largement préférés. Les tableaux sont à réserver à la présentation de données structurées (résultats, etc.).
- Les appels de note de bas de page (petits chiffres en exposant, introduits par l'outil «  Source ») sont à placer entre la fin de phrase et le point final[comme ça].
- Les liens internes (vers d'autres articles de Wikipédia) sont à choisir avec parcimonie. Créez des liens vers des articles approfondissant le sujet. Les termes génériques sans rapport avec le sujet sont à éviter, ainsi que les répétitions de liens vers un même terme.
- Les liens externes sont à placer uniquement dans une section « Liens externes », à la fin de l'article. Ces liens sont à choisir avec parcimonie suivant les règles définies. Si un lien sert de source à l'article, son insertion dans le texte est à faire par les notes de bas de page.
- La présentation des références doit suivre les conventions bibliographiques. Il est recommandé d'utiliser les modèles {{Ouvrage}}, {{Chapitre}}, {{Article}}, {{Lien web}} et/ou {{Bibliographie}}. Le mode d'édition visuel peut mettre en forme automatiquement les références.
- Insérer une infobox (cadre d'informations à droite) n'est pas obligatoire pour parachever la mise en page.

Pour une aide détaillée, merci de consulter Aide:Wikification.
Si vous pensez que ces points ont été résolus, vous pouvez retirer ce bandeau et améliorer la mise en forme d'un autre article.

Le quartier de la Création est un quartier en cours d'aménagement situé à Nantes, en France, sur près de 15 hectares de la partie nord-ouest de l'île de Nantes.
Ce quartier ambitionne de regrouper autour du parc des Chantiers et des anciennes halles Alstom, des acteurs œuvrant dans les domaines des industries culturelles et créatives : média, communication, publicité, design, mode, arts du spectacle, musique, architecture, arts visuels, conception numérique…. 
Depuis le début des années 2010, plusieurs de ces protagonistes (médias, établissements d'enseignement supérieur, activités économiques ou artisanales, artistes…) se sont installés sur ce secteur et collaborent pour mêler leurs disciplines :
- Les Machines de l'île (parc des Chantiers) ;
- La Fabrique (boulevard Léon-Bureau) ;
- le Blockhaus DY10 (boulevard Léon-Bureau) ;
- le « Pôle des Arts Graphiques » né du regroupement de l'école des métiers de l'imprimerie et de la formation Arts Appliqués du lycée de la Joliverie de Saint-Sébastien-sur-Loire (place Albert-Camus)[2] ;
- l'école nationale supérieure d'architecture de Nantes (quai François-Mitterrand) ;
- l'école supérieure de formation aux métiers du cinéma et aux arts visuels (mail des Chantiers)[3].

D'autres bâtiments situés dans le périmètre du quartier (à proximité des Halles Alstom) sont également voués au domaine de la création comme : « L'Île Rouge » qui abrite le Conseil Régional de l'Ordre des Architectes, ainsi que la Maison Régionale de l'Architecture, ou l'immeuble « Manny » destiné à l'accueil des activités liées à l'architecture et de création contemporaine.
D'autres entités les ont rejoints sur le site :
- l'école supérieure des beaux-arts de Nantes Métropole (mail du Front-Populaire, Halles Alstom nos 4 et 5) ;
- le « Pôle Universitaire Interdisciplinaire dédié aux Cultures Numériques » de l'Université de Nantes (rue la Tour-d'Auvergne, Halles Alstom no 6)[6] ;
- l'école de design Nantes Atlantique (boulevard de la Prairie-au-Duc)[3] ;
- Médiacampus regroupant SciencesCom, Télénantes, L'Incroyable Studio et B Side (boulevard de la Prairie-au-Duc)[3].

Outre des bureaux, des studios et autres ateliers, le quartier de Création se dote progressivement de nombreux logements (appartements et maisons de villes), ainsi que des commerces et services (bars, restaurants, commerces de proximité, crèches, écoles…).
À l'horizon 2020, ce sont près de 4 000 étudiants, un pôle d'une centaine de chercheurs et plus de 1 000 emplois directs qui graviteront sur ce quartier.